# Darkside (Necrophobic)
Darkside è un album dei Necrophobic del 1997.

## Tracce
1. Black Moon Rising – 2:51
2. Spawned by Evil – 3:21
3. Bloodthirst – 3:39
4. Venaesectio (Episode One) – 1:23
5. Darkside – 3:55
6. The Call – 3:26
7. Descension (Episode Two) – 1:21
8. Nailing the Holy One – 2:42
9. Nifelhel (Episode Three) – 4:12
10. Christian Slaughter – 6:16
11. Nema (bonus track in alcune edizioni) – 4:48